# بيت ودروف
بيت ودروف (بالإنجليزية: Pete Woodruff)‏ هو لاعب كرة قاعدة أمريكي، ولد في 2 أبريل 1874 في بالتيمور في الولايات المتحدة، وتوفي في 21 أبريل 1918.

## وصلات خارجية
- بيت ودروف على موقعبيزبول رفرنس.كوم (الدوري الرئيسي) (الإنجليزية)
- بيت ودروف على موقعبيزبول رفرنس.كوم (الدوري الثانوي) (الإنجليزية)